# Muhajmida
Muhajmida (arab. محيميدة) – miejscowość w Syrii, w muhafazie Dajr az-Zaur. W 2004 roku liczyła 2449 mieszkańców.